# بلير ستيوارت
بلير ستيوارت هو لاعب هوكي الجليد كندي، ولد في 15 مارس 1953 في وينيبيغ في كندا.

## وصلات خارجية
- بلير ستيوارت على موقع دوري الهوكي الوطني (الإنجليزية)
- بلير ستيوارت على موقع قاعة مشاهير الهوكي (لاعب أن.إتش.أل) (الإنجليزية)
- بلير ستيوارت على موقع EliteProspects.com (الإنجليزية)
- بلير ستيوارت على موقع HockeyDB.com (الإنجليزية)
- بلير ستيوارت على موقع Hockey-Reference.com (الإنجليزية)